# Henri-Alfred Jacquemart
Pour les articles homonymes, voir Jacquemart (homonymie).
Ne doit pas être confondu avec Eugène Alfred Jacquemart.
Henri-Alfred Jacquemart, né à Paris le 24 février 1824 et mort dans la même ville le 4 janvier 1896, est un sculpteur français qui s'est illustré dans la sculpture animalière.

## Biographie
Henri-Alfred Jacquemart, né à Paris le 24 février 1824, est le fils d'un industriel.
Entré à l'École des beaux-arts de Paris, il a Paul Delaroche pour professeur. Remarqué pour ses travaux animaliers, il obtient de l'État la commande de deux griffons pour la place Saint-Michel à Paris. Il fait partie des sculpteurs, qui avec d'autres comme Pierre Louis Rouillard, Pierre Jules Mène ou Antoine-Louis Barye ont, dans la deuxième moitié du XIXe siècle, profité de l'engouement nouveau de la bourgeoisie pour les sculptures d'ameublement, particulièrement les sculptures d'animaux, et du développement spectaculaire de ce marché soutenu par les nombreuses fonderies d'art qui ont connu leur apogée en France à cette époque. Plusieurs de ses animaux ont été réalisés dans les fonderies de Ferdinand Barbedienne.
Henri-Alfred Jacquemart a reçu la croix de la Légion d'honneur en 1870. Selon L'Intermédiaire des chercheurs et curieux, en 1892, le sculpteur aurait pris sa retraite.
Il meurt subitement à Paris le 4 janvier 1896 dans son appartement situé rue de Babylone. C'est son domestique qui l'a découvert inanimé dans son lit. À sa mort, il laisse derrière lui, un fils, Maurice Jacquemart, avocat à Tunis. Dans la nécrologie que Le Figaro lui consacre alors, Henri-Alfred Jacquemart est décrit comme « un artiste consciencieux et savant, connaissant à merveille sa spécialité de sculpteur animalier » même si « bien oublié » au moment de son décès.

## Œuvres dans les collections publiques
- Pour l'Exposition universelle de 1878 à Paris, sa réalisation du Rhinocéros en fonte de fer, réalisé en 1878 à Nantes dans les usines de J. Voruz Aîné. D'une hauteur de 2,86 m et d'une longueur de 2,29 m, il faisait partie d'un ensemble de quatre statues monumentales en fonte de fer et dorées à l'origine (un Cheval de Pierre Louis Rouillard, un Taureau d'Auguste Caïn, un Éléphant d'Emmanuel Frémiet et le Rhinocéros) qui entouraient la fontaine devant le palais du Trocadéro à Paris. Démonté en 1935 lors de la démolition du palais du Trocadéro, le Rhinocéros de Jacquemart fut installé dans les jardins de la porte de Saint-Cloud à Paris jusqu'en 1985. Avec le Cheval et l’Éléphant (le Taureau est à Nîmes), ce Rhinocéros est aujourd'hui sur le parvis du musée d'Orsay à Paris[8].
- Les Sphinx de la fontaine de la Victoire, place du Châtelet à Paris, sur un dessin de Gabriel Davioud.
- La statue équestre de Louis XII , qui orne désormais la façade de l'hôtel de ville de Compiègne[9].
- Pour la fontaine du Château d'eau, place Félix Éboué, dans le 12e arrondissement de Paris, il réalise huit Lions crachant de l'eau.
- Les deux Dragons de la fontaine Saint-Michel à Paris, fonderie Eck et Durand.
- Les Lions en bronze du jardin des plantes à Paris.
- Monument à Méhémet Ali, 1872, à Alexandrie en  Égypte[10], fonderie Thiébaut Frères.
- Quatre Lions, créés à l'origine pour cantonner le Monument à Méhémet Ali, mais  réduits à deux mètres et placés aux deux extrémités du pont Kasr Al Nil Bridge, au Caire, fonderie Thiébaut Frères.
- Monument à Soliman Pacha, 1874, Le Caire[11], fonderie Thiébaut Frères.
- Monument à Mohammed Laz-oglou Bey, 1874, Le Caire[12], fonderie Thiébaut Frères.
- Monument à Mariette-Bey, 1882, Boulogne-sur-Mer[13].

## Galerie

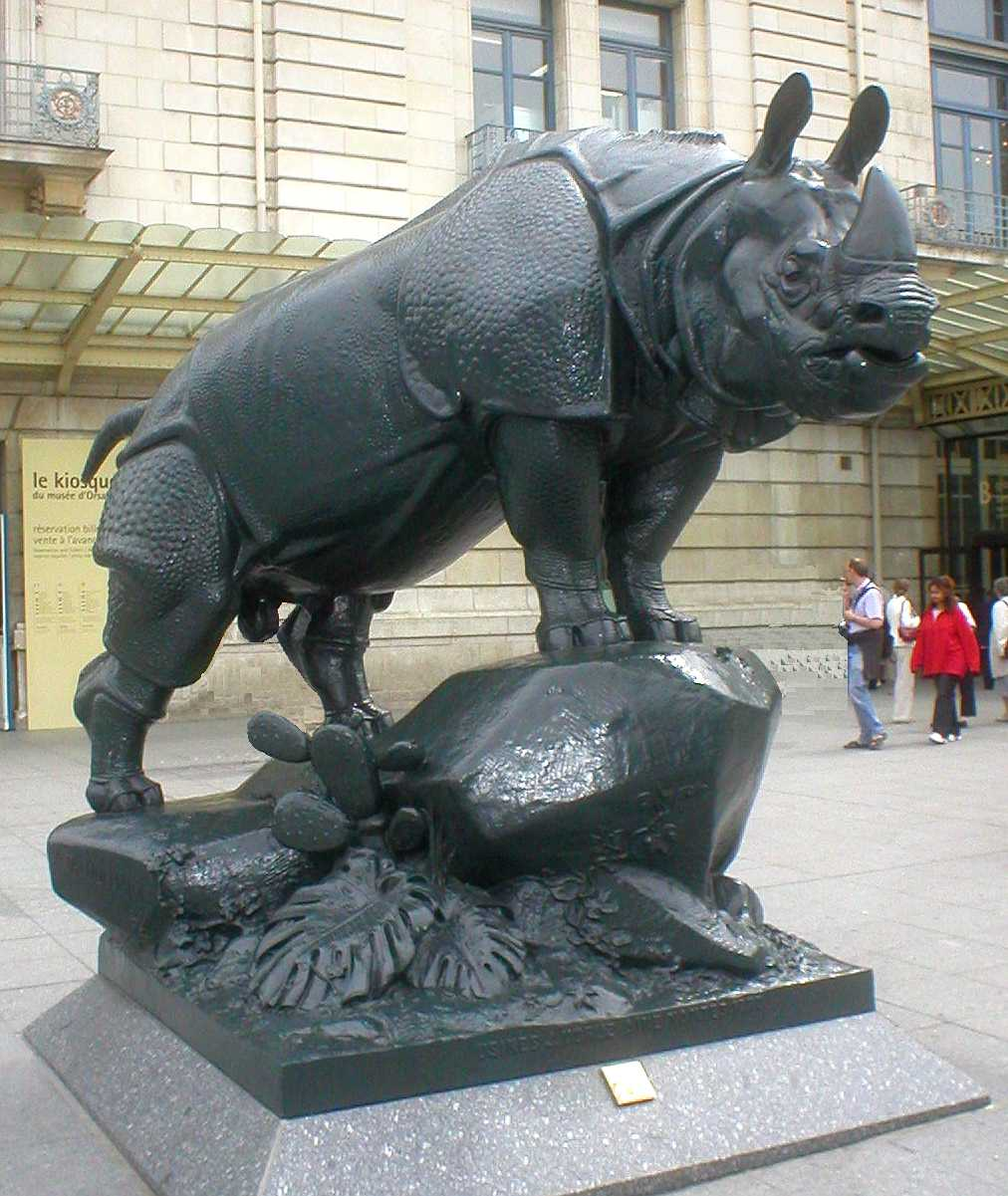
Rhinocéros (1878), Paris, musée d'Orsay. Œuvre réalisé à l'origine pour le palais du Trocadéro.
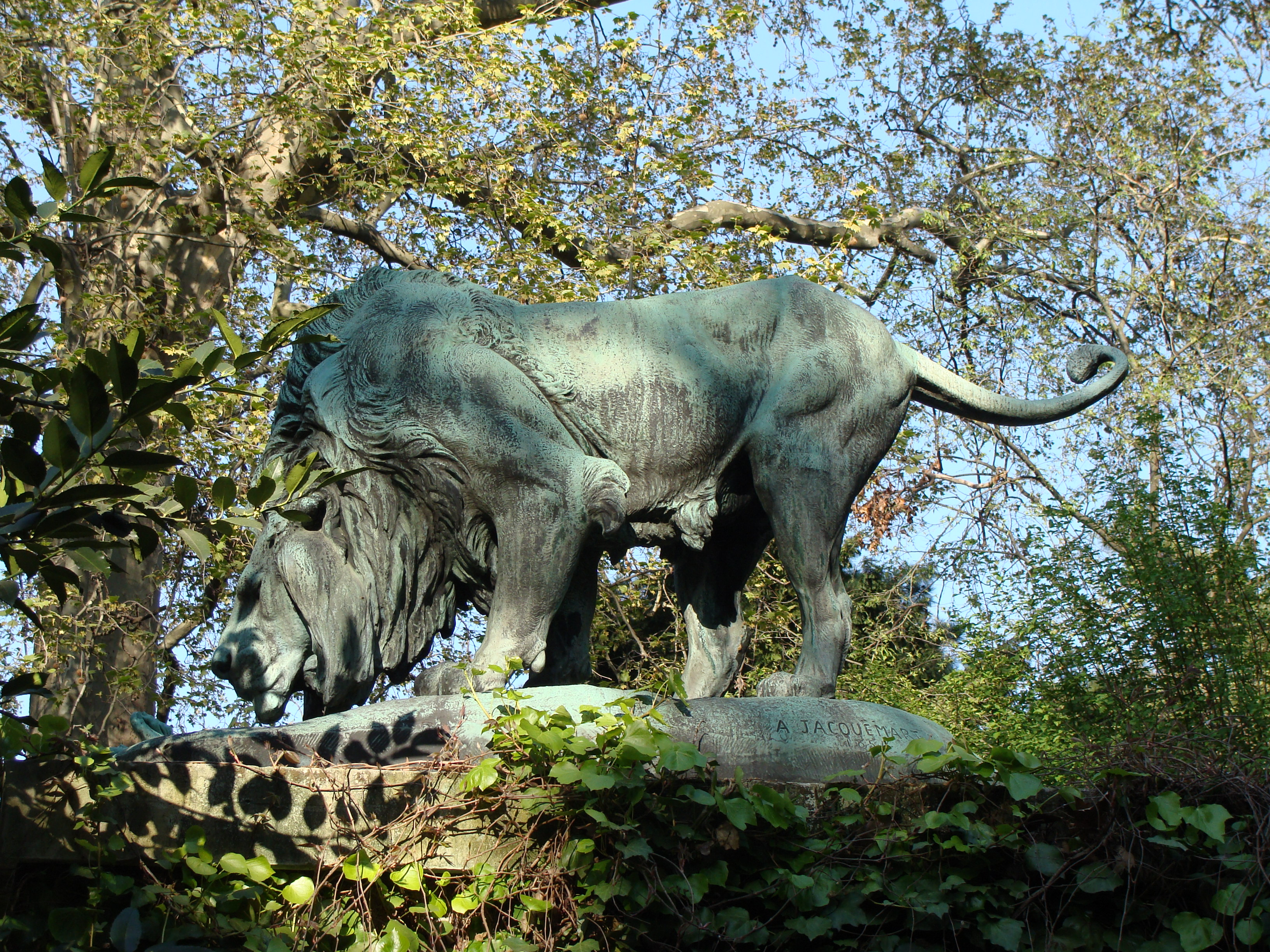
L'un des deux Lions en bronze du jardin des plantes de Paris.
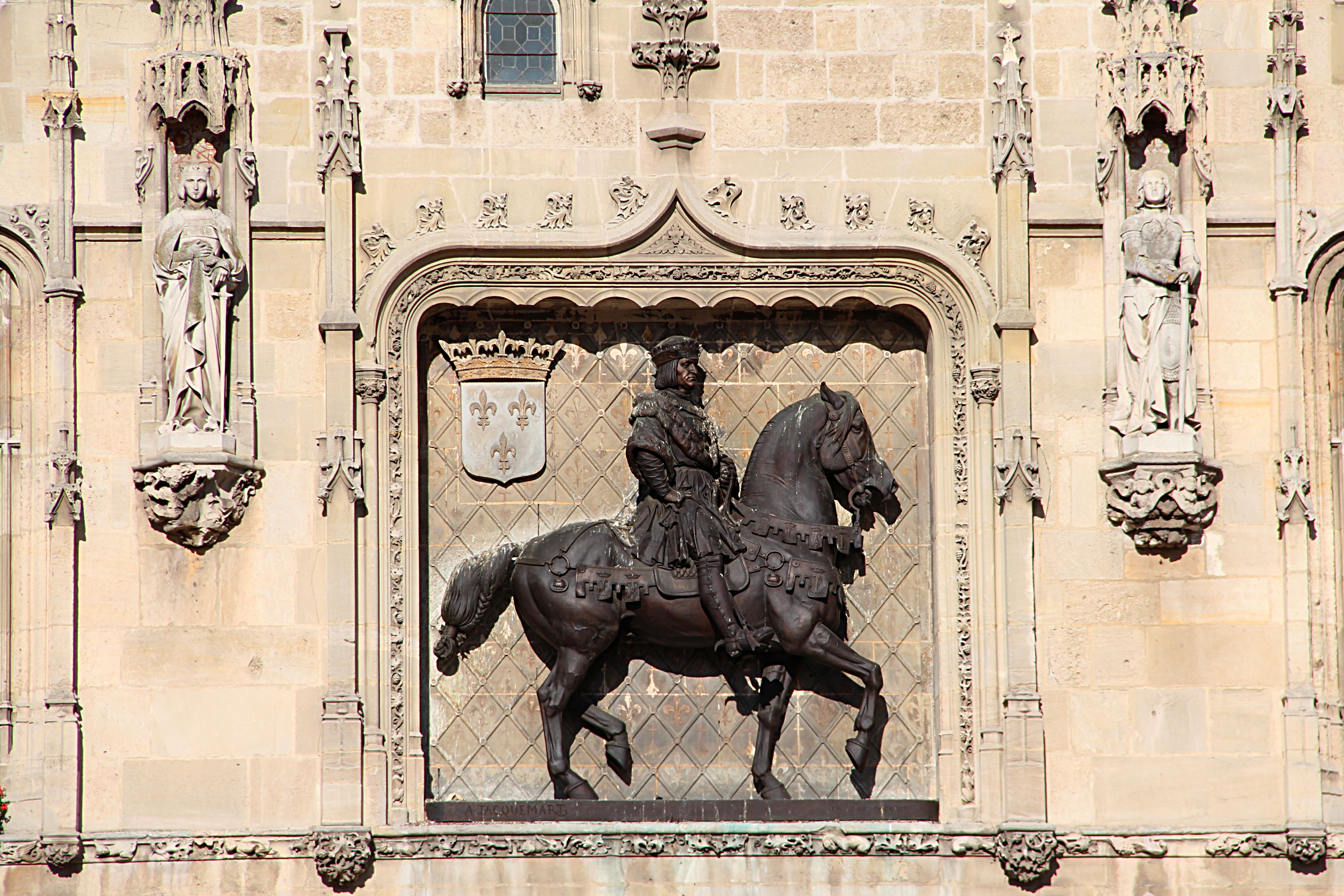
Statue équestre de Louis XII , qui orne la façade de l'hôtel de ville de Compiègne.
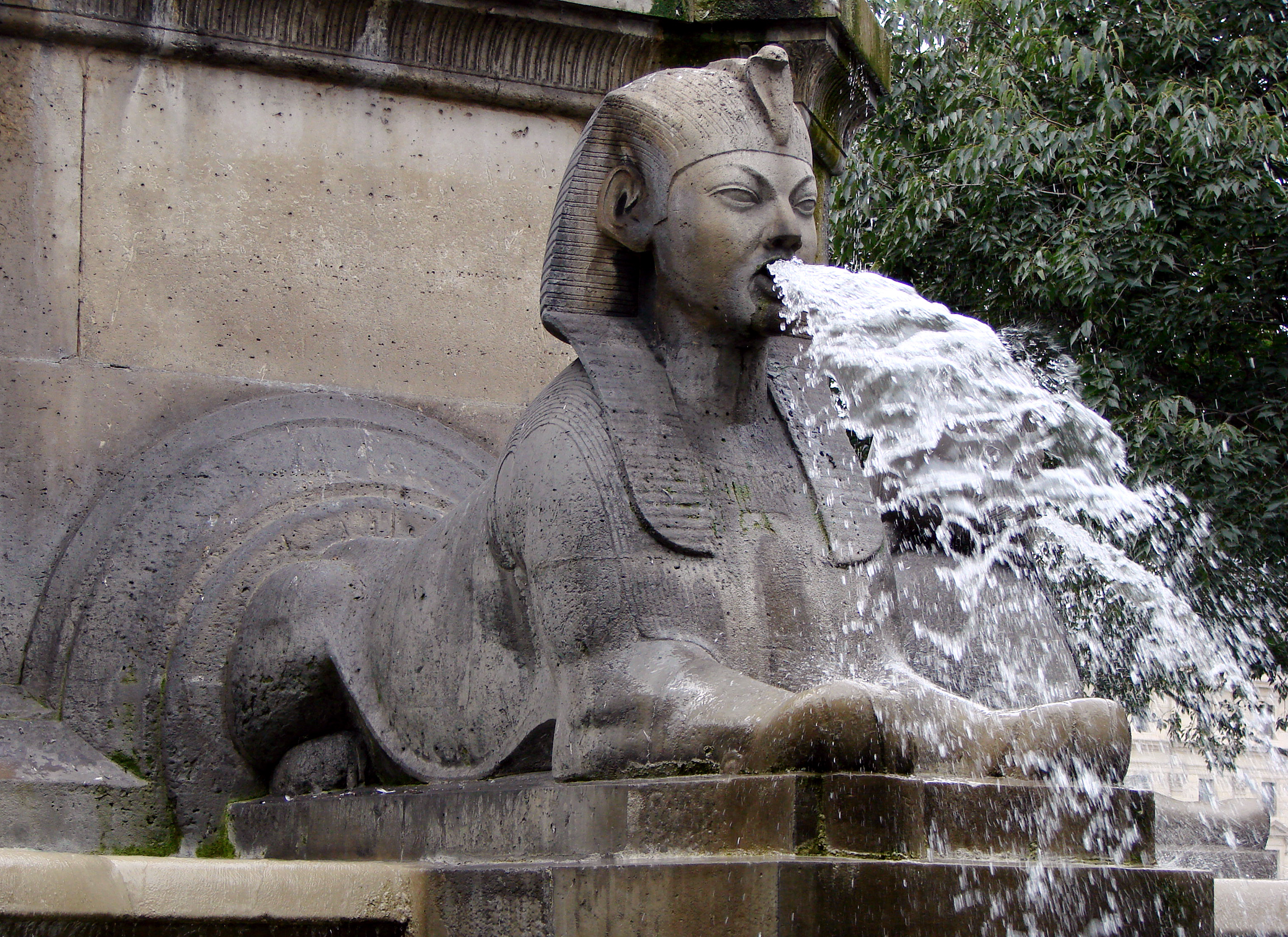
L'une des statues de sphinx sculptés par Henri-Alfred Jacquemart, sur la fontaine de la Victoire, place du Châtelet.